# Île Grande Glorieuse
Pour les articles homonymes, voir Glorieuse.
L'île Grande Glorieuse, également appelée île Glorieuse, est une île inhabitée de la France appartenant à l'archipel des îles Glorieuses et située dans l'océan Indien, au nord-ouest de Madagascar. Une revendication sur cet archipel, autrefois rattaché au protectorat français de Madagascar, a été émise  par Madagascar en 1973.

## Géographie

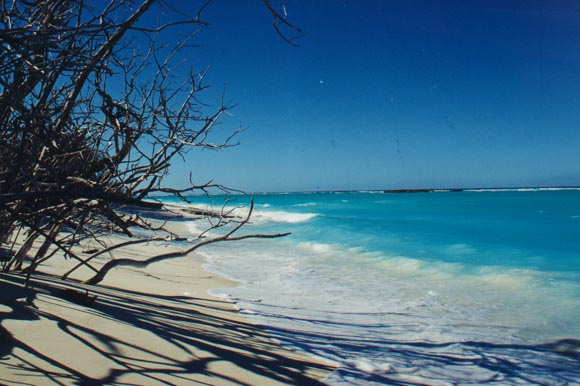
Plage de l'île Grande Glorieuse.

L'île Grande Glorieuse est une île africaine située entre le Mozambique à l'ouest, les Seychelles au nord, Madagascar au sud-est et l'archipel des Comores au sud-ouest, baignée par le canal du Mozambique. L'île est située dans le sud-ouest de l'archipel des îles Glorieuses composé d'une autre petite île, l'île du Lys, et de quelques rochers plus ou moins reliés entre eux à marée basse par un banc de sable.
De forme arrondie avec trois kilomètres de diamètre, l'île est très plate et formée de dunes de sable dont les plus hautes atteignent douze mètres d'altitude dans le nord-est et l'est. Son littoral est intégralement formé d'une plage de sable blanc dont les débris coralliens proviennent de la barrière de corail délimitant un lagon faisant le tour de l'île en englobant également l'île du Lys.
Soumise à un climat tropical et placée sur la trajectoire des cyclones tropicaux voire sur le lieu de formation de ces tempêtes tropicales, l'île est couverte d'une végétation essentiellement formée d'une ancienne cocoteraie ainsi que de filaos tandis que sa faune est surtout représentée par des oiseaux marins et notamment des sternes.
Une piste d'atterrissage traverse le sud de l'île d'est en ouest. À son extrémité ouest se trouve la station météorologique de l'île.

## Histoire

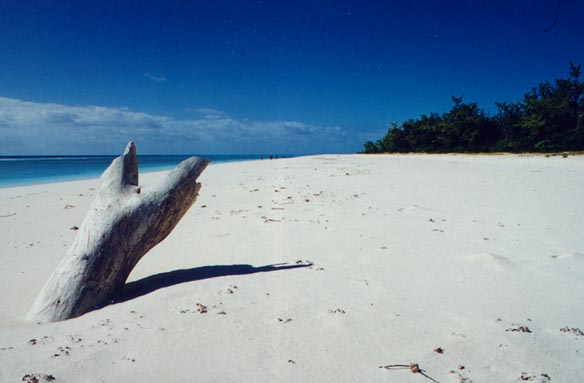
Plage de l'île Grande Glorieuse.

L'île alors inhabitée est peut-être découverte dès le VIIe siècle par des navigateurs malgaches ou arabes. Le Réunionnais Hippolyte Caltaux résidant aux Seychelles et commerçant avec Madagascar sera le premier Européen à la fréquenter en 1878. Demandant une concession au ministère français des Colonies, ce dernier lui accorde le droit d'occuper l'archipel « à ses risques et périls ». Nommant l'archipel « îles Glorieuses » en l'honneur de la révolution de 1830, il l'exploite malgré la pression de la marine britannique qui le convoite jusqu'à ce que la France se décide à reconnaître sa souveraineté sur ces îles. Cette prise de possession est le fait du capitaine de vaisseau Richard, commandant du navire Primauguet, le 23 août 1892,. Rattachée administrativement à Mayotte trois ans plus tard, elle l'est à Madagascar à partir de 1912.
Hippolyte Caltaux va alors pouvoir exploiter pleinement les îles Glorieuses : la cocoteraie plantée à partir de 1885 avec l'aide de Seychellois s'étend. En 1921, le commandant Lebegue qui visite l'archipel rapporte qu'il existe « un petit village avec 17 habitants métis tous seychellois. L'île manque d'eau… La société a planté 6 000 cocotiers environ. La production de coprah est de 36 tonnes par an. On y cultive le maïs. La récolte est de 60 tonnes par an. Une goélette de la société fait la navette 2 à 3 fois par an entre l'archipel et Madagascar. Sur l'île du Lys, on trouve un dépôt de charbon, un tas de guano, et un troupeau de chèvres de 200 têtes environ. »
Après une période d'inactivité de 1939 à 1945, l'exploitation de la cocoteraie de l'île Grande Glorieuse reprend lorsqu'un Seychellois, Jules Sauzier, s'installe dans l'archipel avec sa femme et ses filles. Lorsque son frère lui succède en 1952, les 80 tonnes annuelles de coprah sont produites par 22 Malgaches entretenant 15 000 cocotiers. L'exploitation sera abandonnée en 1958 avec la fin de la concession.
En 1955 est construite une station météorologique provisoire qui est remplacée en 1960 puis finalement automatisée. Cette station est utilisée pour la prévision cyclonique du nord du canal du Mozambique ce qui profite à l'archipel des Comores et au nord de Madagascar, à la navigation maritime régionale et à la navigation aérienne sur les lignes Madagascar-Djibouti et Maurice-Kenya.
Rattachée administrativement depuis 1912 à Madagascar, l'île Grande Glorieuse, tout comme les autres îles Éparses, est rattachée au ministère de l'Outre-mer et administrée par le préfet de la Réunion lorsque Madagascar obtient son indépendance en 1960,. Cette administration sera confiée le 3 janvier 2005 à l'administrateur supérieur des Terres australes et antarctiques françaises en vue du rattachement des îles Éparses à ce territoire le 21 février 2007.
En 1973, afin d'assurer une présence plus visible de la France dans les îles Éparses, ce pays y détache des militaires des Forces armées de la zone sud de l'océan Indien y compris sur l'île Grande Glorieuse. Deux ans plus tard, l'île Grande Glorieuse est classée en réserve naturelle ce qui restreint fortement son accès aux personnes non autorisées.
La France exerce des droits souverains sur les espaces maritimes adjacent à l'île, afin d'assurer la protection d'une biodiversité riche, des biens culturels et naturels ainsi que des ressources économiques dont elle a la responsabilité.
En octobre 2019, Emmanuel Macron est le premier président de la République à se rendre sur l'île au cours d'une tournée dans l'Océan indien. Si l'île doit devenir en 2020 une réserve naturelle nationale, sa possession reste revendiquée par Madagascar. La réserve naturelle nationale de l'archipel des Glorieuses est créée le 8 juin 2021.

## Administration
Depuis le 21 février 2007, les îles Éparses, et donc l'île Grande Glorieuse, forment le cinquième district des Terres australes et antarctiques françaises administrées par un administrateur supérieur basé à Saint-Pierre de La Réunion. L'île Grande Glorieuse n'est organisée ni en région, ni en département, ni en commune, ni même en collectivité territoriale tout comme le reste des Terres australes et antarctiques françaises.